# Joseph Henry Leo Schlarman
Joseph Henry Leo Schlarman (23 de febrero de 1879 - 10 de noviembre de 1951) fue un historiador y prelado estadounidense de la Iglesia católica. Se desempeñó como Obispo de Peoria a partir de 1930 hasta su muerte en 1951.

## Biografía
Uno de diez hijos, Joseph Schlarman nació en Breese, Illinois, sus padres fueron Bernard y Philomena (née Keyser) Schlarman. Su madre nació en Alemania, y sus abuelos paternos eran de la ciudad de Hanover. Cuando era niño caminaba dos millas a la escuela cada mañana y asistía a Misa diariamente Durante los tres años después de graduarse de la escuela elemtanl, trabajaba en el campo durante el verano y también estudiaba en la escuela en el otoño, estudiaba hasta que la temporada de siembra del maíz llegara la próxima primavera Con la intención de entrar en medicina, estudió en la Universidad de Quincy, durante cuatro años.
Más tarde decidió unirse al sacerdocio y estudió teología en la Universidad de Innsbruck de Austria y en la Pontificia Universidad Gregoriana en Roma, de donde obtuvo un doctorado en Derecho Canónico en 1907. Schlarman se ordenó sacerdote para la Diócesis de Belleville el 29 de junio de 1904. Se desempeñó como cura en la Cathedral of Saint Peter a partir de 1907 hasta 1909, cuando se convirtió en canciller de la diócesis.
El 19 de abril de 1930, Schlarman fue nombrado tercer Obispo de Peoria por el Papa Pío XI Recibió su consagración episcopal el siguiente 17 de junio de parte del cardenal George Mundelein, junto con los obispos Henry J. Althoff y Edward Francis Hoban que actuaron como co-consagrantes, en la Catedral de San Pedro De 1936 a 1937, él era Presidente de la 'Comisión para el Estudio de problemas en las prisiones' del Gobernador Henry Horner.
Schlarman fue también un historiador destacado, sus obras más importantes fueron: 
- De Quebec a Nueva Orleans, La historia de los franceses en América.
- México, tierra de volcanes.[3]

Se le otorgó el título personal de arzobispo por Papa Pío XII el 17 de junio de 1951. En ese tiempo el sufría de mala salud, se le realizaron quince operaciones y se le administró la extrema unción seis veces Schlarman murió de un ataque cardiaco a los 72 años, y está sepulado en el cementerio de Santa María en Peoria.
Su sobrino es Stanley Girard Schlarman, quien se desempeñó como Obispo de Dodge City, Kansas, 1983-1998.